# HD 28185 b
HD 28185 b – planeta orbitująca wokół gwiazdy HD 28185. Jest gazowym olbrzymem ponad 5 razy masywniejszym od Jowisza.

## Charakterystyka

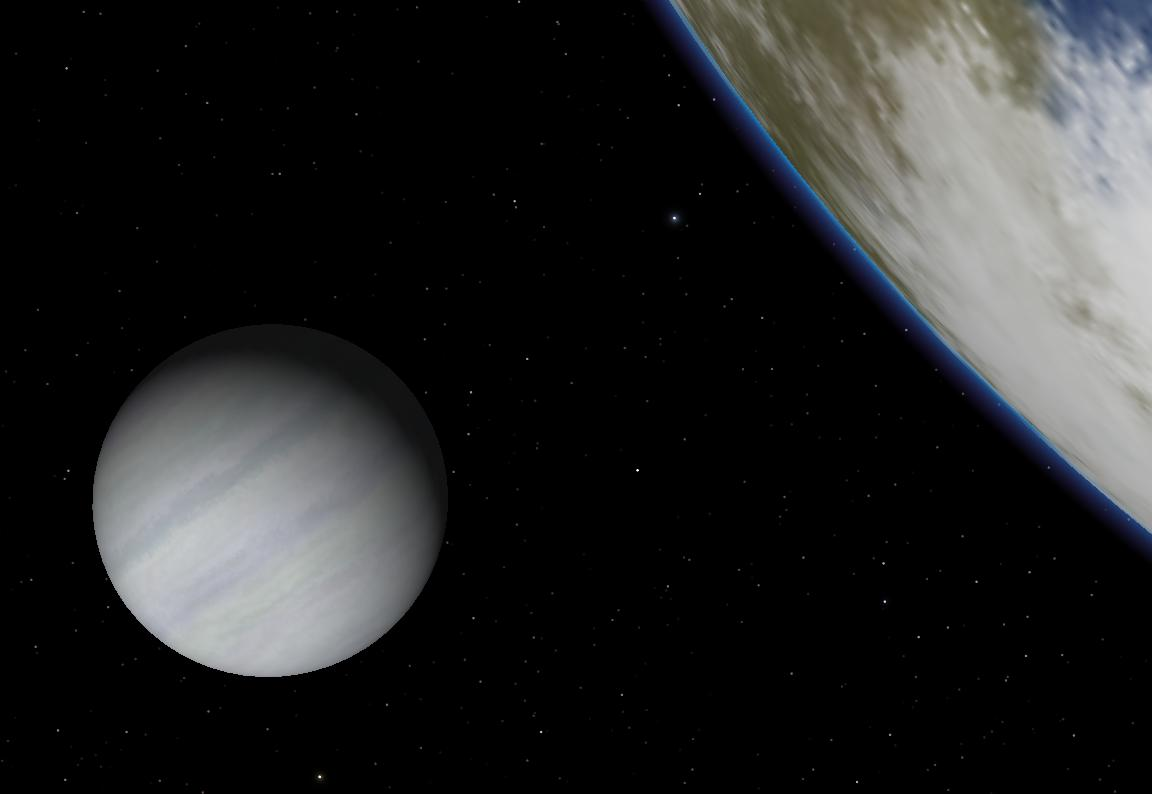
Artystyczne wyobrażenie planety HD 28185 b, widocznej nad horyzontem hipotetycznego księżyca podobnego do Ziemi.

HD 28185 b wyróżnia się pośród podobnych planet niemal kołową orbitą, położoną wewnątrz ekosfery gwiazdy. Oznacza to, że jeżeli planeta posiada księżyce, to na ich powierzchni może istnieć woda w stanie ciekłym. Tak masywny gazowy olbrzym jest w stanie utrzymać na stabilnej orbicie księżyc nawet o masie Ziemi. Istnieje też możliwość, że niewielka planeta znalazła się bądź uformowała w punkcie libracyjnym na orbicie olbrzyma, stając się tzw. planetą trojańską. Na powierzchni takich ciał mogą zaistnieć warunki sprzyjające powstaniu życia.